# Siège de Granville
Guerre de Vendée
Le siège de Granville s'est déroulé lors de la guerre de Vendée le 14 novembre 1793, lors de l'épisode de la virée de Galerne.

## Contexte

### Préparatifs de débarquement britannique
Alors que les Vendéens viennent de prendre Fougères, deux émigrés débarqués de Jersey, Freslon de Saint-Aubin et Bertin, apportent un courrier caché dans un bâton creux aux généraux de l'armée catholique et royale. Ce courrier, écrit par le secrétaire d'État à l'Intérieur britannique Henry Dundas, confirme que le Royaume de Grande-Bretagne était prêt à venir en aide aux Vendéens, en débarquant des troupes de l'armée d'émigrés, à condition de prendre un port qui pourrait accueillir la Royal Navy. Un autre émissaire, Louis de La Haye-Saint-Hilaire, arrive ensuite : le message qu'il remet aux généraux de l'armée catholique et royale émane de Guy-Ambroise, marquis du Dresnay, colonel de cavalerie, émigré depuis 1791 à Jersey. Malgré les doutes qu'il émet sur la faisabilité du projet (notamment sur la promesse britannique), il annonce qu'une armée d'émigrés qu'il a recrutée, est en poste, sous ses ordres à Jersey, prête à débarquer grâce à la Royal Navy. Cependant, les Britanniques exigent que les Vendéens occupent un port comme condition nécessaire à un débarquement.  
Les généraux vendéens décidèrent d'abord de marcher sur Saint-Malo. Mais l'arrivée de deux nouveaux officiers au conseil vendéen changea ces plans. Le premier était Charles Bougon-Langrais, ancien procureur-syndic du Calvados ; ami de Charlotte Corday, républicain mais girondin, il avait participé aux insurrections fédéralistes. Capturés par les Vendéens, pris pour un espion, il avait failli être fusillé mais avait été sauvé par le prince de Talmont qui lui accorda sa confiance. Le second, le capitaine Alexandre-Magnus d'Obenheim, officier du génie, également fédéraliste, avait pris part à la défense de Fougères contre les Vendéens ; capturé, il avait été reconnu comme ancien camarade de collège par Bernard de Marigny qui s'en était porté garant.
Bougon conseille aux Vendéens d'attaquer Cherbourg, la place n'étant puissamment fortifiée que face à la mer et n'ayant que peu de défenses pour contrer une attaque venant des terres ; sa proposition est appuyée par Talmont. En revanche, Obenheim propose de marcher sur Granville, place qu'il connaît parfaitement, ayant lui-même prit part à l'édification de ses défenses. La Rochejaquelein soutient ce projet. Finalement au terme d'un long débat, le conseil adopte le plan de d'Obenheim.

### Marche sur Granville

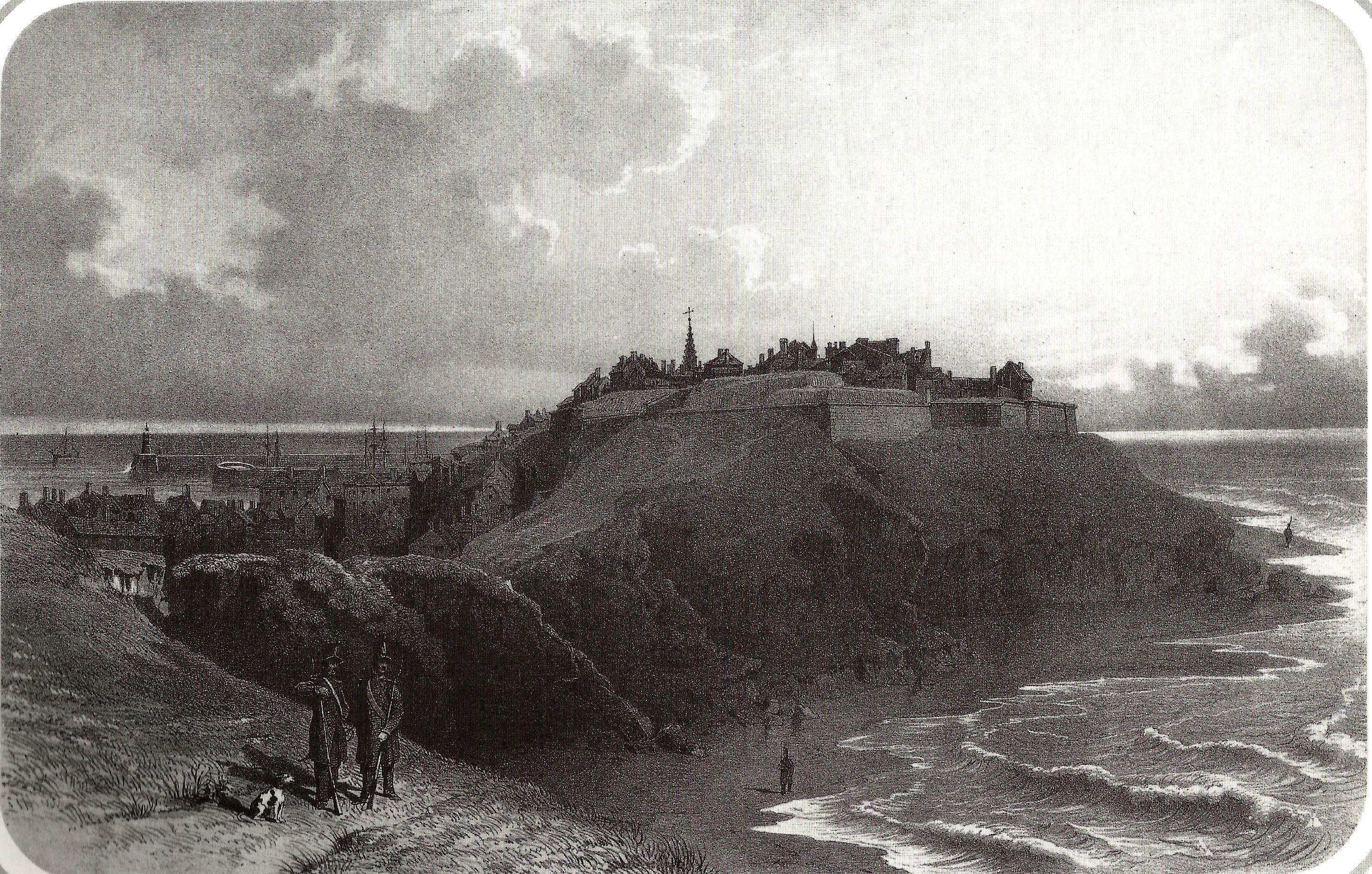
Vue de Granville, dessin de Thomas Drake et lithographie d'Henri Daniaud, 1856.

Le 8 novembre, après quatre jours de repos, l'armée vendéenne, forte de 30 000 hommes, se met en marche en direction de Granville. Elle laisse dans les hôpitaux de Fougères tous ses malades et ses blessés graves. Cependant, les soldats vendéens ne sont guère enthousiastes à l'idée de cette marche qui les éloignent encore de la Vendée. Ainsi Stofflet, qui n'approuve pas le plan adopté, se porte avec l'avant-garde en direction de Rennes ; il pénètre jusque dans les faubourgs de la ville sans rencontrer d'opposition mais l'armée ne le suit pas. Craignant de se retrouver isolé, il doit faire demi-tour et rejoint le gros de l'armée à Antrain.
Le 10 novembre, l'armée vendéenne entre dans Dol ; le 11 elle occupe Pontorson. Elle laisse dans la place le général Lyrot avec sa division, chargée de protéger les arrières contre une éventuelle attaque des troupes républicaines de l'Armée des côtes de Brest et de l'Armée de l'Ouest, qui se regroupent à Rennes. Le 13 novembre, les Vendéens entrent dans Avranches, et y laissent leurs femmes et leurs enfants, ainsi que les vieillards et les prêtres protégés par les troupes de Royrand, Fleuriot et Rostaing.
De son côté, le général Henri Forestier lance un raid avec quelques cavaliers sur Le Mont-Saint-Michel. Il s'empare de la place et y délivre les 300 prêtres réfractaires qui y sont emprisonnés. Cependant seuls 60 acceptent de s'évader, les autres, par crainte de représailles, préférent rester.

## La bataille

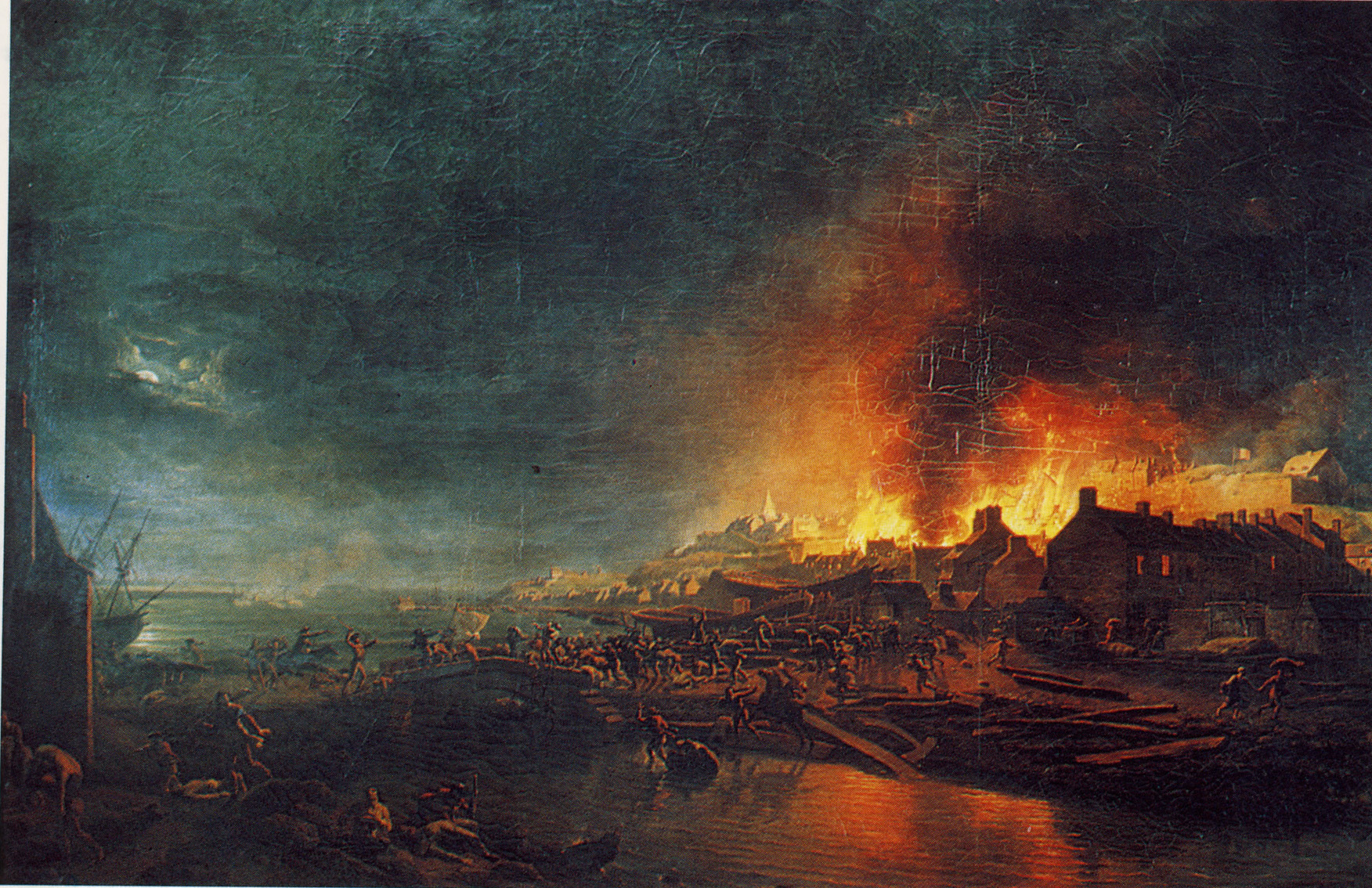
L'incendie de Granville par les Vendéens, peinture de Jean-François Hue, 1800

Le 14 novembre, les Vendéens, désormais au nombre de 25 000, sont devant Granville. La ville est défendue par 5 500 hommes commandés par les généraux Peyre et Vachot, ainsi que par le représentant en mission Jean-Baptiste Le Carpentier. Avant l'arrivée des Vendéens sous les murs de la ville, Peyre a d'abord tenté une sortie mais, mis en déroute, il a regagné précipitamment Granville.
Les généraux vendéens envoyent d'abord une sommation portée par deux prisonniers républicains ; n'ayant pas reçu de réponse, ils engagent le combat une heure plus tard par un tir d'artillerie. L'infanterie vendéenne passe à son tour à l'attaque par la rue des Juifs et s'empare rapidement de tout le faubourg Saint-Antoine que les Républicains ont évacué, leurs troupes s'étant réfugiées dans le quartier fortifié de la Haute-Ville. Les Vendéens ne peuvent pénétrer dans la forteresse, et n'ont aucun matériel de siège mis à part quelques échelles trop courtes.
Finalement le combat cesse avec l'arrivée de la nuit, et les Vendéens se retranchent dans les maisons des faubourgs. Cependant les Républicains craignent que leurs adversaires ne tentent une attaque de nuit. Aussi, sur ordre de Peyre et Le Carpentier, un petit groupe de soldats républicains sort de la ville, profitant de l'obscurité, et met le feu aux maisons. Rapidement l'incendie se propage dans tout le faubourg et en chasse les Vendéens tirés de leurs sommeil. Les Républicains doivent néanmoins également lutter contre l'incendie, afin d'éviter qu'il ne gagne l'intérieur de la ville.
Le lendemain matin, un deuxième assaut est tenté par les Vendéens. Menés par La Rochejaquelein, profitant de la marée basse, ils se divisent en deux groupes et contournent les fortifications. Le premier groupe, le plus important, attaque les murailles, le second prenant les Républicains à revers en passant par la grève, au nord. Ces derniers sont freinés par deux chaloupes canonnières républicaines venues de Saint-Malo qui sont arrivées en renfort. Malgré tout, un petit groupe de Chouans menés par Boisguy et Jambe d'Argent parvient à entrer dans la forteresse. Mais une poignée de soldats vendéens prend soudainement peur et s'enfuit, semant la panique ; bientôt toute l'armée vendéenne prend la fuite, brisant ainsi définitivement le siège de Granville.
La colère des Vendéens est vive envers les Britanniques qui ne les soutiennent pas dans l'action. Jersey est toute proche et les Vendéens pensent que les Britanniques ont dû entendre la canonnade, mais ont décidé de ne pas bouger. En fait il n'en est rien : à Jersey, la flotte britannique commandée par Francis Rawdon-Hastings, Lord Moira, se tient prête à intervenir, mais mal renseignée, elle ignore totalement l'attaque des Vendéens sur Granville et ne doit l'apprendre qu'à la fin du mois de novembre. Pendant ce temps, l'armée catholique et royale fait retraite sur Avranches, avec le sentiment d'avoir été trahie par les Britanniques ; les Vendéens sont poursuivis par les Républicains et perdent plusieurs centaines d'hommes.

## Conséquences
Les pertes vendéennes à Avranches semblent être entre 600 et 2 000 morts. Les pertes républicaines sont estimées entre 150 et 340 morts.
La Rochejaquelein, cependant, n'entend pas renoncer. Arrivé à Avranches, il prend la décision de marcher seul sur Cherbourg. Après avoir réuni une avant-garde de 1 000 hommes, il s'empare de Villedieu-les-Poêles. Le bourg n'a pas de troupe pour assurer sa défense mais les Vendéens se heurtent à une surprenante résistance de la part des habitants qui les caillassent depuis les fenêtres ; en représailles, le bourg est pillé. Cependant le gros de l'armée, resté à Avranches, refuse de suivre et d'aller plus au nord, et sur les exhortations de l'abbé Rabin, les Vendéens font demi-tour en direction du sud, avec la ferme intention de regagner la Vendée. La Rochejaquelein est forcé de suivre, faisant marche arrière à son tour et ne rattrapant l'armée qu'à Pontorson.
Pendant ce temps, le capitaine Alexandre-Magnus d'Obenheim déserte durant la retraite vendéenne près du Mans pour rejoindre l'armée républicaine.